# Diocèse de Lapua
Le diocèse de Lapua est l'un des diocèses de l'Église luthérienne de Finlande. Son siège épiscopal se situe à la cathédrale de Lapua.
Son territoire couvre la Ostrobotnie du Sud et le nord de la Finlande-Centrale.